# Indian Town Point
Indian Town Point är en udde i Antigua och Barbuda.   Den ligger i parishen Parish of Saint Philip, i den östra delen av landet, 19 kilometer öster om huvudstaden Saint John's.
Terrängen inåt land är platt. Havet är nära Indian Town Point åt nordost. Närmaste större samhälle är Saint John's, 19,1 kilometer väster om Indian Town Point. 